# Đại học Bách khoa Virginia
Viện Đại học Bách khoa Virginia (tên đầy đủ tiếng Anh: Virginia Polytechnic Institute and State University, "Viện Bách khoa và Viện Đại học Tiểu bang Virginia", thường đọc ngắn gọn là Virginia Tech) là một viện đại học công lập tại Blacksburg, Virginia, Hoa Kỳ. Có khuôn viên tại 6 vùng khác nhau trên toàn nước Mĩ, và một khuôn viên ở Thụy Sĩ. Là một trong ba viện đại học lớn nhất và đi đầu về nghiên cứu trong khu vực Thịnh Vượng Chung Virginia, trường bao gồm 225 chương trình đào tạo đại học và sau đại học với 31.000 sinh viên và quản lý 454 triệu đô la Mỹ cho việc nghiên cứu. Viện đại học nổi tiếng với các chương trình kỹ thuật, kiến trúc, nông nghiệp, lâm học và thú y.
Bên cạnh các chương trình nghiên cứu và học tập có tiếng, Virginia Tech còn được biết đến nhờ địa điểm của viện đại học nằm tại thung lũng New River, trong dãy Blue Ridge tại tây nam Virginia. Trong những năm gần đây, thành công môn bóng bầu dục Mỹ của viện đại học đã mang đến nhiều chú ý cho Viện Đại học Bách khoa Virginia.

## Học thuật
Virginia Tech cung cấp 116 chương trình đại học thông qua 7 phân viện, 160 chương trình thạc sĩ và tiến sĩ thông qua Viện Sau đại học, và một chương trình đào tạo chuyên môn sâu từ Viện Thú y Vùng Virginia-Maryland. Thêm vào đó, trường Y khoa Carilion của Virginia Tech, một trường con tư nhân độc lập cùng tham gia quản lý bởi Virginia Tech và Bệnh viện Carilion từ năm 2010.
Các trường con cho bậc đại học tại Virginia Tech:
- Viện Nông nghiệp và Khoa học Sự sống
- Viện Kiến trúc và Quy hoạch Đô thị
- Viện Giáo dục khai phóng và nhân văn
- Viện Kinh doanh Pamplin
- Viện Kỹ thuật
- Viện Tài nguyên thiên nhiên và môi trường
- Viện Khoa học
- Viện Thú y Vùng Virginia-Maryland
- Viện Y khoa Carilion

## Xếp hạng
Trong Báo cáo của U.S. News & World 's Các trường đại học tốt nhất năm 2016, Virginia Tech xếp hạng 70 trong các trường đại học cấp quốc gia và hạng 26 trong các trường đại học công của Hoa Kỳ.
Virginia Tech là một trong ba trường đại học công lập của tiểu bang Virginia được xếp hạng trong top 26, với Đại học Tổng hợp Virginia xếp hạng 2 cùng với Đại học Tổng hợp California tại Los Angeles, và Đại học William & Mary xếp thứ 6. Ngoài tiểu bang California, Virginia là bang duy nhất có 3 trường trở lên nằm trong tốp 26 trường đại học công lập tốt nhất Hoa Kỳ.
Chương trình cử nhân của Viện Kỹ thuật được xếp hạng 15 toàn quốc trong nhóm các trường có cấp bằng Tiến sĩ, và hạng 6 trong khối các trường công lập của Hoa Kỳ, đồng hạng với Đại học Texas A&M. Nhiều chương trình cử nhân của Virginia Tech lọt vào tốp 20 như kỹ thuật hàng không và hàng hải (hạng 14), xây dựng (hạng 9), kỹ thuật điện và máy tính (hạng 15), khoa học kỹ thuật và cơ khí (hạng 8), công nghệ môi trường (hạng 11), tự động hóa công nghiệp (hạng 5), cơ khí (hạng 14), công nghệ sinh học (hạng 11), công nghệ hóa học (hạng 20).
Báo cáo của U.S. News & World về các chương trình sau đại học tốt nhất năm 2015 xếp Viện Kỹ thuật hạng 21 trong các trường kỹ thuật tốt nhất Hoa Kỳ. Nhiều ngành đào tạo nằm trong top 10 toàn quốc như Xây dựng (hạng 8), Công nghệ Môi trường (hạng 7), Tự động hóa Công nghiệp (hạng 9), Công nghệ Sinh học và Nông nghiệp (hạng 9). Chỉ tính riêng khối trường công lập, Viện này được xếp hạng 10 toàn quốc với hơn 2000 sinh viên, và là trường kỹ thuật tốt nhất tiểu bang Virginia.
Chương trình cử nhân và sau đại học của Viện Nông nghiệp và Khoa học Sự sống tại Virginia Tech cũng được coi là một trong những chương trình hàng đầu của Mỹ. 'U.S. News & World Report (2014) xếp hạng ngành công nghệ sinh học thứ 11 toàn quốc. Năm 2009, Quỹ Khoa học Quốc gia Hoa Kỳ xếp Virginia Tech vào hạng 5 về đầu tư cho nghiên cứu nông nghiệp.
Chương trình cử nhân của Viện Kinh doanh Pamplin xếp thứ 43 (2014) trong số các chương trình kinh doanh toàn quốc và thứ 26 trong khối các trường công lập. Theo xếp hạng chung, Pamplin đứng trong tốp 10% trong khoảng 445 chương trình cử nhân được Hiệp hội các trường Kinh doanh Hoa Kỳ chứng nhận.
Chương trình kiến trúc, kiến trúc cảnh quan, quy hoạch đô thị, và quản lý công tại Viện Kiến trúc và Quy hoạch được xếp vào tốp những trường hàng đầu của Hoa Kỳ. Trong báo cáo năm 2013 về các trường Kiến trúc và Thiết kế tốt nhất toàn quốc, DesignIntelligence xếp chương trình kiến trúc vào hạng 7 toàn quốc cho bậc cử nhân, và hạng 18 cho bậc sau đại học. DesignIntelligence cũng xếp hạng chương trình kiến trúc cảnh quan bậc cử nhân và sau đại học vào hạng 2 toàn quốc; chương trình thiết kế nội thất vào hạng 6 và thiết kế công nghiệp vào hạng 3. Planetizen 2012 xếp hạng chương trình Thạc sĩ Quy hoạch đô thị của Virginia Tech vào hạng 19 toàn quốc, cao nhất trong tiểu bang Virginia và vùng Appalachian. Chương trình này cũng nằm trong số những chương trình tốt nhất về Công nghệ, Quy hoạch Sử dụng đất, Quy hoạch môi trường, và quản lý phát triển.
Cũng theo US News & World Report, Trung tâm Quản lý Công (CPAP) của Virginia Tech xếp hạng 10% trong khối các trường sau đại học về Public Affairs và xếp thứ 17 về Quản lý Công. Chương trình thạc sĩ Hành chính công (MPA) là một trong những chương trình hàng đầu Hoa Kỳ và thứ nhất trong tiểu bang Virginia. Eduniversal xếp chương trình Nội Ngoại vụ vào hạng 27 Bắc Mỹ (Hoa Kỳ và Canada).

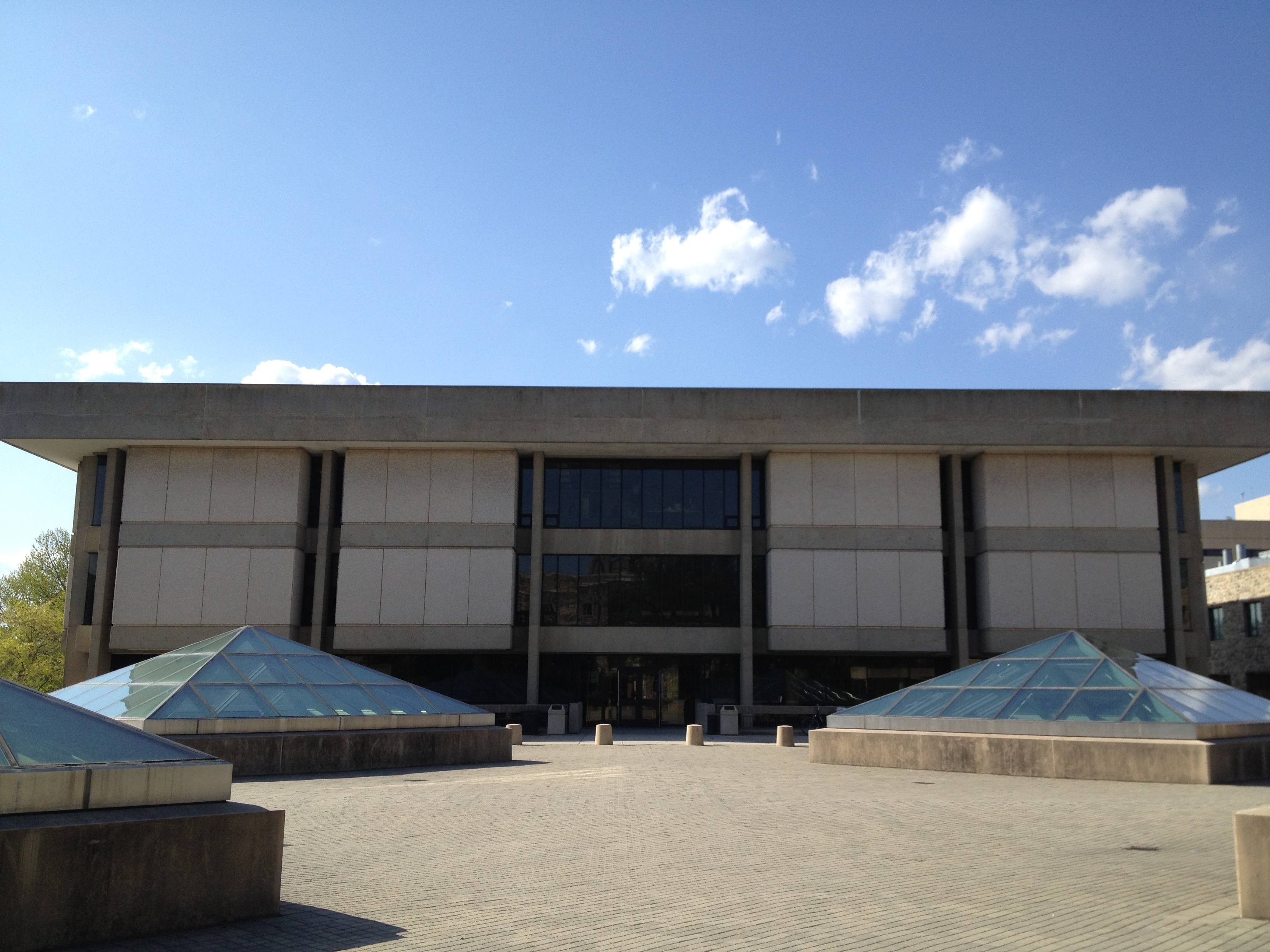
Cowgill Hall, home to the College of Architecture and Urban Studies

Các chương trình của Viện Tài nguyên Môi trường liên tục xếp hạng nhất toàn quốc. Chương trình Môi trường hoang dã xếp thứ 1, chương trình ngư học xếp thứ 2. Trong một nghiên cứu đã xuất bản gần đây về tầm ảnh hưởng tới nghiên cứu lâm nghiệp ở Bắc Mĩ, Tạp chí Lâm học đã xếp Virginia Tech thứ 2 về điểm tổng thể và thứ 3 về mức độ trích dẫn và lượng bài báo đã xuất bản. Chương trình nghiên cứu sản phẩm từ gỗ và lâm nghiệp được đánh giá cao bởi Tổ chức Khoa học và Kỹ thuật Gỗ, và được xem là một trong những chương trình tốt nhất ở Bắc Mĩ. Virginia Tech được xếp vào nhóm "RU/VH" (viện đại học tập trung nghiên cứ chuyên sâu) theo Carnegie Classification of Institutions of Higher Education.
Tại Khoa Giáo dục, chương trình Giáo dục Kỹ thuật và Nghề được xếp hạng 4 toàn quốc do U.S. News and World bầu chọn (2010), và chương trình Công nghệ và Thiết kế Giảng dạy xếp thứ một trong số 9 chương trình hàng đầu của nhóm ngành này.

## Nghiên cứu
Virginia Tech gây quỹ được 454 triệu đô la Mĩ cho các chương trình nghiên cứu trong năm 2012, xếp hạng 40 trên toàn quốc, theo Quỹ Khoa học Quốc gia (NSF). Bởi vậy, Virginia Tech đánh dấu năm thứ 13 tăng trưởng về nghiên cứu dưới thời Hiệu trưởng Charles W. Steger, trong đó ngân sách cho nghiên cứu tăng gần gấp đôi, từ 192,7 triệu đô la Mĩ năm 2000. Là viện đại học duy nhất của Virginia lọt vào top 50 của bảng xếp hạng NSF về chi tiêu cho nghiên cứu, Virginia Tech xếp thứ 23 cho khối các trường công lập. Chi tiêu cho nghiên cứu của VT đứng vào nhóm 5% trong hơn 900 viện đại học trên toàn quốc. Hàng năm, đại học này nhận hàng nghìn khoản chi phí để thực hiện nghiên cứu từ các nhà tài trợ khác nhau. Các nhà nghiên cứu theo đuổi các khám phá về nông nghiệp, công nghệ sinh học, công nghệ điện toán và truyền thông, y tế, giao thông, quản lý năng lượng (bao gồm quản lý công nghệ tế bào nhiên liệu và điện), an ninh, phát triển bền vững, và các ngành kỹ thuật, khoa học, công nghệ và nhân văn khác. Nghiên cứu này mang đến 35 bằng phát minh và 17 bằng cấp và hiệp ước trong năm 2013.
| 2009 | 396.7 triệu USD |
| 2010 | 398 triệu USD   |
| 2011 | 450 triệu USD   |
| 2012 | 454 triệu USD   |
| 2013 | 496 triệu USD   |

### Các viện nghiên cứu tại Virginia Tech
- Viện Khoa học Sự sống Fralin
- Viện Sáng tạo, Nghệ thuật và Công nghệ (ICAT)
- Viện Công nghệ và Khoa học ứng dụng (ICTAS)
- Viện Xã hội, Văn hóa và Môi trường (ISCE)
- Viện Điện toán Y sinh
- Viện Nghiên cứu Y khoa Carilion (VTCRI)
- Viện Giao thông (VTTI)

### Viện Giao thông Virginia Tech (VTTI)
Viện Giao thông Virginia Tech, tên ban đầu là Trung tâm Nghiên cứu Giao thông từ năm 1988, bao gồm 350 nhân viên và sử dụng 40 triệu đô la Mỹ tài trợ hàng năm cho nghiên cứu (theo giá 2013). Hàng năm, VTTI đào tạo hơn 100 sinh viên đại học và sau đại học tại Virginia Tech và xuất bản hơn 140 bài báo.
Sử mệnh của VTTI là tiến hành các nghiên cứu về giao thông để đảm bảo an toàn về tính mạng, tiết kiệm thời gian, tiền bạc, và bảo vệ môi trường. VTTI phát triển và thử nghiệm các thiết bị, công nghệ, và ứng dụng tiên tiến về an toàn giao thông. Nghiên cứu ở VTTI có nhiều ảnh hưởng tới chính sách về giao thông, điển hình là thông qua nghiên cứu về phân tán khi lái xe  and commercial hour-of-service.
VTTI xúc tiến các nghiên cứu ứng dụng để giải quyết các vấn đề về giao thông trên các phương diện như xe cơ giới, tài xế, hạ tầng giao thông, vật liệu, và môi trường. Nghiên cứu nổi bật nhất là nghiên cứu về lái xe. Các nghiên cứu này sử dụng hệ thống thu thập dữ liệu của VTTI thông qua các video về hành vi và điều kiện lái xe. Các hệ thống này được lắp đặt tại hơn 4.000 xe hơi, xe tải thương mại, và xe gắn máy.

## Các đời Hiệu trưởng
| Charles Landon Carter Minor | 1872-1879   |
| Scott Shipp                 | 1880        |
| John Lee Buchanan           | 1880 – 1881 |
| Thomas Nelson Conrad        | 1882–1886   |
| Lunsford Lindsay Lomax      | 1886–1891   |
| John McLaren McBryde        | 1891–1907   |
| Paul Brandon Barringer      | 1907–1913   |
| Joseph Dupuy Eggleston      | 1913–1919   |
| Julian Ashby Burruss        | 1919–1945   |
| John Redd Hutcheson         | 1945–1947   |
| Walter Stephenson Newman    | 1947–1962   |
| Thomas Marshall Hahn, Jr.   | 1962–1974   |
| William Edward Lavery       | 1975–1987   |
| James Douglas McComas       | 1988–1994   |
| Paul Ernest Torgersen       | 1993–2000   |
| Charles W. Steger           | 2000–2014   |
| Timothy D. Sands            | 2014–nay    |

## Thảm sát Virginia Tech
Viện Đại học Bách khoa Virginia không may trở nên nổi tiếng trên toàn thế giới sau vụ thảm sát Virginia Tech, là vụ thảm sát trong nhà trường trầm trọng nhất trong lịch sử Hoa Kỳ xảy ra ngày 16 tháng 4 năm 2007, khi Seung-Hui Cho, một sinh viên người Mỹ gốc Hàn Quốc nổ súng giết chết 32 người và làm bị thương 29 người, hầu hết là sinh viên và giáo sư của trường.